# Созим

Созим — река в России, протекает в Афанасьевском районе Кировской области. Устье реки находится в 30 км по левому берегу реки Колыч. Длина реки составляет 28 км.
Исток реки в 8 км северо-восточнее села Пашино. Генеральное направление течения — северо-восток, на берегах несколько нежилых деревень. Впадает в Колыч чуть ниже деревни Архипята (Ичетовкинское сельское поселение). Ширина реки у устья — 10 метров.

## Данные водного реестра
По данным государственного водного реестра России относится к Камскому бассейновому округу, водохозяйственный участок реки — Кама от истока до водомерного поста у села Бондюг, речной подбассейн реки — бассейны притоков Камы до впадения Белой. Речной бассейн реки — Кама.
По данным геоинформационной системы водохозяйственного районирования территории РФ, подготовленной Федеральным агентством водных ресурсов:
- Код водного объекта в государственном водном реестре — 10010100112111100000399
- Код по гидрологической изученности (ГИ) — 111100039
- Код бассейна — 10.01.01.001
- Номер тома по ГИ — 11
- Выпуск по ГИ — 1